# Luino
Luino là một đô thị và thị xã của Ý. Đô thị này thuộc tỉnh Varese trong vùng Lombardia. Luino có diện tích km2, dân số theo ước tính năm 2010 của Viện thống kê quốc gia Ý là 14.169 người. 
Các đơn vị dân cư:
Đô thị Luino giáp với các đô thị: